# Lesław Laskowski
Lesław Karol Laskowski (ur. 28 stycznia 1936 w Tarnopolu, zm. 8 lutego 2014 w Brodnicy) – polski polityk, poseł na Sejm PRL VIII kadencji.

## Życiorys
Syn Floriana i Julii. Uzyskał tytuł zawodowy magistra inżyniera mechanika. W 1963 wstąpił do Polskiej Zjednoczonej Partii Robotniczej. Był radnym Wojewódzkiej Rady Narodowej oraz zastępcą dyrektora ds. technicznych w Oddziale Państwowej Komunikacji Samochodowej w Brodnicy. W 1983 uzyskał mandat posła na Sejm PRL VIII kadencji w okręgu Toruń. Zasiadał w Komisji Komunikacji i Łączności, Komisji Przemysłu Ciężkiego, Maszynowego i Hutnictwa, Komisji Przemysłu oraz w Komisji Nadzwyczajnej do rozpatrzenia projektu ustawy o Trybunale Konstytucyjnym.
Otrzymał Odznakę „Za zasługi dla rozwoju przemysłu maszynowego”.
Pochowany na cmentarzu parafialnym w Brodnicy.